# Susanne Schlichting
Susanne Schlichting (geboren 1939) ist eine deutsche Juristin, ehemalige Richterin und Gerichtspräsidentin. Von 1992 bis 2004 war sie Präsidentin des Verwaltungsgerichts Leipzig, von 1993 bis 2002 Richterin am Verfassungsgerichtshof des Freistaates Sachsen.

## Beruflicher Werdegang
Nach dem Abitur studierte Susanne Schlichting Rechtswissenschaften. Sie beendete das Studium mit der Ersten Juristischen Staatsprüfung. Nach dem Rechtsreferendariat absolvierte sie die Zweite Juristische Staatsprüfung. 
1992 wurde Susanne Schlichting Gründungspräsidentin des Verwaltungsgerichts Leipzig und übte dieses Amt über 12 Jahre bis zum 30. November 2004 aus.
Am 18. Juni 1993 wählte der Sächsische Landtag Susanne Schlichting für die Dauer von neun Jahren zur Richterin am Verfassungsgerichtshof. Landtagspräsident Erich Iltgen nahm am 15. Juli 1993 die Vereidigung vor.
Von Februar 2003 bis Juni 2003 absolvierte sie bei der Industrie- und Handelskammer Leipzig eine Ausbildung zur Wirtschaftsmediatorin (IHK). Seit 2004 war sie als Mediatorin freiberuflich tätig.

## Engagement
Susanne Schlichting engagierte sich beim Verein Spendenparlament Leipzig im Restaurant des Herzens für Leipziger Bedürftige.